# Куруман

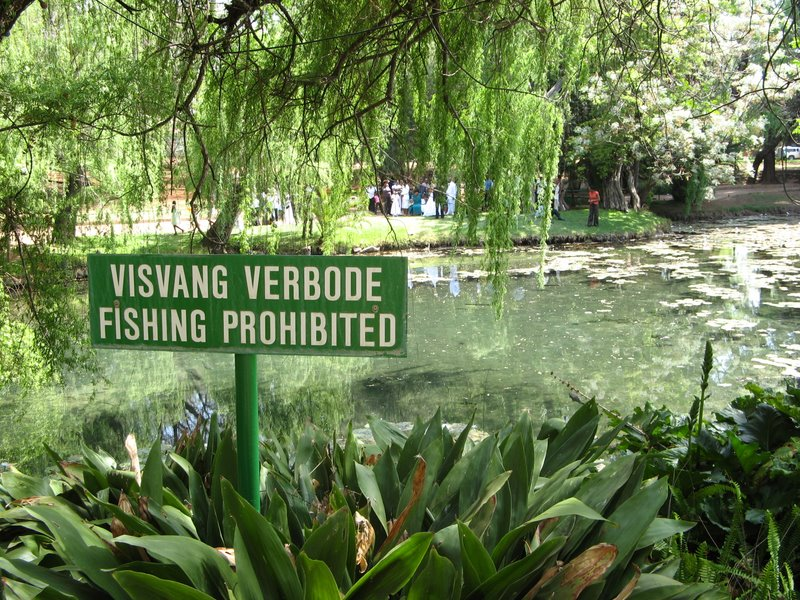
Куруманське «Око». Напис на табличці: «Ловити рибу заборонено».

Куруман (англ. Kuruman) — містечко в Південно-Африканській Республіці, в окрузі Кгалагаді Північної Капської провінції. Населення 6931 (1985). Координати 27°27′ пд. ш. 23°24′ сх. д. / 27.450° пд. ш. 23.400° сх. д..
Куруман розташований в посушливій напівпустельній місцевості на плато Хап на висоті 1131 м над рівнем моря на магістральній автодорозі, що з'єднує Апінгтон і Йоханнесбург. Назва міста походить від спотвореного «Кудумане» — імені ватажка місцевих бушменів (сан) кінця XVIII ст. Місто відоме як «Калахарська оаза» завдяки місцевому джерелу на ймення «Око» (афр. Die Oog), яке б'є в печері і ніколи не пересихає, щоденно постачаючи близько 17 м³ прісної води. Око оголошено національною природною пам'яткою.
Куруман був заснований 1821 році як християнська місія відомим шотландським місіонером Робертом Моффатом. Моффат прожив тут до 1870 року; саме тут він перекладав Біблію мовою тсвана, що стало першим перекладом Біблії мовою африканських тубільців. Поселення європейців виникло тут пізніше, в 1885 році. Статус міста Куруман здобув в 1916 році.
В місцевості довкола Курумана розвивається гірнича промисловість і сільське господарство, переважно скотарство і виробництво молочних продуктів. В околицях міста існують поклади залізних та марганцевих руд, а також найбільше у світі родовище блакитного азбесту. Туризм також відіграє значну роль в місцевій економіці, оскільки в околицях Куруману розташований один з найбільших в ПАР мисливських заказників.
Куруман знаходиться на південному краї пустелі Калахарі, через що тут спостерігається значна різниця між літніми і зимовими температурами: взимку тут трапляються заморозки, тоді як влітку, незважаючи на значну висоту над рівнем моря, температура повітря сягає 40° C. В середньому тут випадає близько 420 мм опадів на рік.